# París 2024 (historieta)
París 2024 es una historieta inacabada de Mortadelo y Filemón, escrita y dibujada por el historietista español Francisco Ibáñez y publicada póstumamente en abril de 2024 por el sello Bruguera del Grupo Penguin Random House.

## Trayectoria editorial
Esta es la historieta larga 221.ª de la serie "Mortadelo y Filemón" y el volumen 222 de la colección de álbumes Magos del Humor que incluye diferentes personajes y sagas.

## Sinopsis
El Súper llama a los agentes Mortadelo y Filemón para que se encarguen de un caso de sabotaje e injerencia mediante drones terroristas durante la celebración de los Juegos Olímpicos de París 2024.

## Comentarios y curiosidades
Es la última historieta de los personajes desarrollada por su creador Francisco Ibáñez, el cual no pudo terminarla debido a su fallecimiento el 15 de julio de 2023. Inacabado y especial álbum con planchas y bocetos originales dibujados a lápiz, junto con el texto a máquina de escribir mecanografiado por el propio autor, un trabajo preliminar que contiene el proceso creativo de su última aventura en vida.
El álbum cuenta con 19 páginas de diálogos mecanografiados y 20 páginas de lápiz originales, tal como los dejó Ibáñez antes de quedar interrumpido su trabajo, que debería de haber llegado hasta la página 44. Posee las mismas páginas y formato que la colección "Magos del Humor", siguiendo el modelo realizado para obras inacabadas similares de Hergé, con el último trabajo de éste, Tintín y el Arte-Alfa. 
El volumen cuenta con un prólogo del novelista Arturo Pérez-Reverte titulado «Socarrón, divertido, gamberro» en donde sostiene que Ibáñez "forma parte indiscutible, por derecho propio, de la gran historia de nuestra literatura" y un epílogo del crítico de cómic Jordi Canyissà titulado «Esto no es un final», en el que desgrana algunas de las claves de esta última obra y analiza, en especial, la última página del cómic. 
Esta historieta no ha sido publicada en la Colección Olé.